# Ação de bombeamento

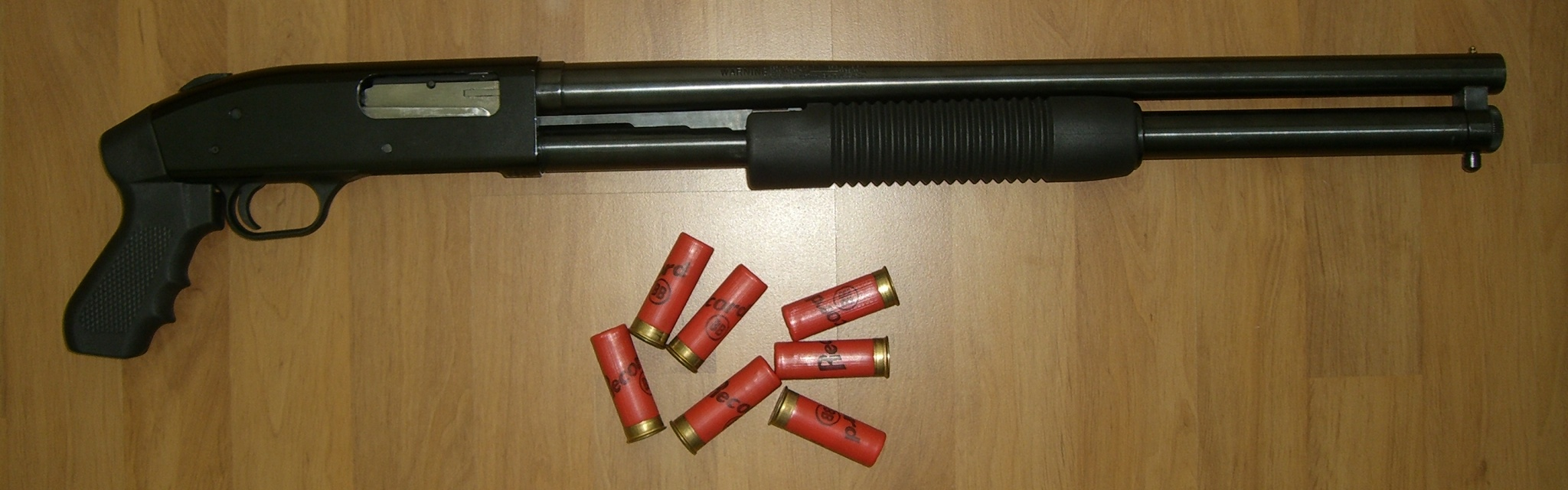
Exemplar de uma escopeta Mossberg 500 que atua por ação de bombeamento.

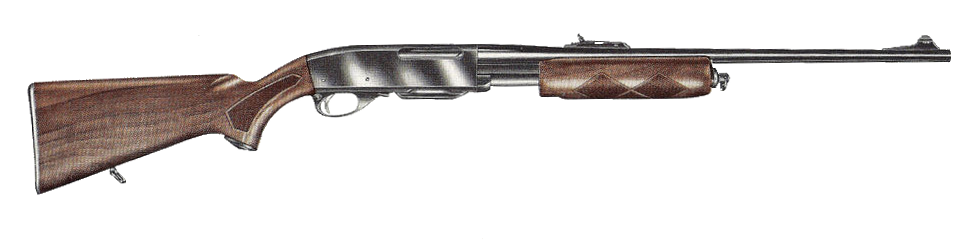
Exemplar de um rifle Remington 760 que atua por ação de bombeamento.

A ação de bombeamento (em inglês pump-action ou slide-action), é um tipo de ação de arma de fogo na qual o guarda-mão pode ser movido para trás e para frente (bombeamento), a fim de ejetar um cartucho já deflagrado e carregar um novo na câmara. Ela é uma ação muito mais rápida que uma ação de ferrolho e um pouco mais rápida que a ação de alavanca, pois não é necessário que o dedo seja removido do gatilho durante a operação. A cada disparo, o ciclo se repete: para trás o cartucho usado é ejetado; para frente um novo cartucho é inserido na câmara.

## Histórico
A primeira patente referente a ação de bombeamento foi emitida para Alexander Bain, da Grã-Bretanha, em 1854.
As escopetas por ação de bombeamento mais antigas costumam ser mais rápidas do que as escopetas semiautomáticas modernas, pois geralmente as antigas não possuem um sistema de segurança que exige que o gatilho seja liberado antes que um próximo disparo seja efetuado, sendo capazes de disparar um novo tiro tão rapidamente quanto a ação de bombeamento seja concluída, isso com o gatilho pressionado continuamente. Essa técnica é chamada de "slamfire", e foi frequentemente usada com o M1897 na guerra de trincheiras da Primeira Guerra Mundial.
Os projetos modernos para ação de bombeamento são um pouco mais lentos que uma espingarda semiautomática, mas a ação de bombeamento oferece maior flexibilidade na seleção de cartuchos, permitindo que o atirador misture diferentes tipos de cargas e use cargas de baixa potência ou especiais. As espingardas semiautomáticas devem usar parte da energia de cada rodada disparada para dar um ciclo em suas ações, o que significa que devem ser carregadas com cartuchos poderosos o suficiente para dar um ciclo confiável. A ação de bombeamento evita essa limitação. Além disso, como todas as armas de ação manual, as armas por ação de bombeamento são inerentemente mais confiáveis do que as armas semiautomáticas sob condições adversas, como exposição a sujeira, areia ou extremos climáticos. Assim, até recentemente, as escopetas de combate eram quase exclusivamente projetos por ação de bombeamento.

## Outras ações de armas de fogo
- Ação de ferrolho
- Ação de bloco cadente
- Ação de alavanca
- Ação basculante
- Ação de ferrolho basculante
- Ação de bloco pivotante
- Ação semiautomática